# La nave che cantava
La nave che cantava è un romanzo di fantascienza pubblicato nel 1969 dalla scrittrice irlandese-americana Anne McCaffrey, unione di cinque storie pubblicate tra il 1961 e il 1969.
È stato pubblicato in Italia nella collana Galassia (Casa Editrice La Tribuna) nel 1973, con il numero 185, nella traduzione di Roberta Rambelli.
Le storie che costituiscono i capitoli del romanzo sono:
- La nave che cantava (The Ship Who Sang, 1961)
- La nave che piangeva (The Ship who Mourned, 1966)
- La nave che uccideva (racconto lungo, The Ship Who Killed, 1966)
- Missione drammatica (romanzo breve, Dramatic Mission, 1969)
- La nave rapita (The Ship Who Dissembled, 1969)
- La nave e il suo compagno (racconto lungo, The Partnered Ship, 1969)

Il solo racconto che dà il titolo al romanzo è stato in seguito pubblicato in italiano in varie antologie.

## Trama
"Che diavolo c’è da strillare? Chi siete? E se non appartenete al Servizio Medico dei Mondi Centrali, andatevene. Qui c’è un’epidemia. Non sono ammesse visite."

"È la mia nave che canta, siamo la JH ottocentotrentaquattro dei Mondi Centrali e abbiamo il vostro vaccino. Quali sono le coordinate per l’atterraggio?"

"La tua nave canta?"
"È la più grande cantante dello spazio. Volete sentire qualcosa di particolare?"»
(Anne McCaffrey)
In futuro i governi si spingono nell'esplorazione spaziale sempre più lontano, grazie a delle astronavi molto speciali, costituite da esseri umani dall'intelligenza superiore mantenuti di piccole dimensioni grazie a manipolazioni della pituitaria che vivono immersi in una soluzione contenuta in un guscio di titanio, senza necessità fisiologiche e collegati a circuiti elettronici che conferiscono loro grandi e insuperabili poteri.
Helva nasce deforme ma provvista di un ottimo cervello che la salva dall'eutanasia consentendole di maturare e di studiare allo scopo di essere inserita in un'astronave come sistema di controllo vivente. Addestrata fin da piccola ad usare le sue estensioni meccaniche, Helva è felice con i suoi compagni mentre studiano numerose materie tra le quali tecniche di traiettoria, propulsione, calcolo e regolamenti quando un giorno, la sua innata curiosità, le fa scoprire il canto. La sua voce, attraverso il microfono del guscio, si espande vibrante e dotata di tutti i registri che le consentono di crearsi un vasto repertorio classico.
Nel giorno del suo sedicesimo compleanno viene collegata sotto anestesia all'astronave XH-834, ampliate le sue potenzialità e invitata a scegliere l'unico componente del suo equipaggio futuro che sarebbe diventato la sua parte mobile. Helva sceglie come compagno Jennan ed il nome definitivo dell'astronave diviene JH-834.
Inizia così la loro prima missione a cui ne seguirono altre assegnate loro dal Servizio Esploratori.
Ma la natura ed i sentimenti umani di Helva avranno il sopravvento sui condizionamenti ricevuti e si dimostreranno prima con l'affetto e poi con la sofferenza per un amore impossibile verso Jennan. Con la sua morte, Helva proverà un sentimento di immenso dolore che con il tempo si placherà consentendole di vivere un nuovo affetto verso un altro compagno di future avventure spaziali.

## Edizioni
- Anne McCaffrey, The Ship Who Sang, Walker & Company, 1969,  p. 248.
- Anne McCaffrey, The Ship Who Sang, Corgi Books, 1972,  p. 248, ISBN 0-552-11936-9.
- Anne McCaffrey, La nave che cantava, collana Galassia n° 185, Casa Editrice La Tribuna, 1973,  p. 192.
- Anne McCaffrey, The Ship Who Sang, Del Rey Books, 1979,  p. 248, ISBN 978-0-345-29768-6.
- Anne McCaffrey, The Ship Who Sang, Del Rey Books, 1993,  p. 256, ISBN 978-0-345-33431-2.
- Anne McCaffrey, The Ship Who Sang, Corgi Books, 1999,  p. 205, ISBN 978-0-552-09115-2.